# 梅济亚克
梅济亚克（法語：Mézilhac，法語發音：[mezijak]）是法国阿尔代什省的一个市镇，属于拉让蒂耶尔区。

## 地名
该地名“Mézilhac”发音为[mezijak]（同“Mézillac”）而非[mezilak]，《世界地名翻译大辞典》与《世界地名译名词典》将其误译作“梅济拉克”。

## 地理
梅济亚克（44°48'29"N, 4°21'7"E）面积26.66 平方千米，位于法国奥弗涅-罗讷-阿尔卑斯大区阿尔代什省，该省份为法国东南部内陆省份，北起顺时针与卢瓦尔省、伊泽尔省、德龙省、沃克吕兹省、加尔省、洛泽尔省和上盧瓦爾省接壤。
与梅济亚克接壤的市镇（或旧市镇、城区）包括：勒尚邦、多尔纳、热内斯泰勒、拉尚拉斐尔、拉维奥勒、马尔科勒莱索、圣热内斯拉尚、昂特赖格-阿斯佩尔若克谷地村。
梅济亚克的时区为UTC+01:00、UTC+02:00（夏令时）。

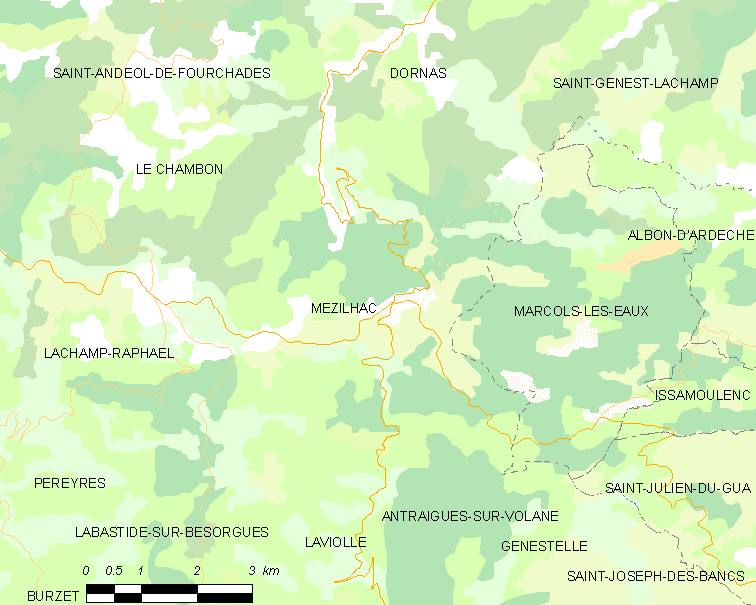
梅济亚克的OSM定位图

## 行政
梅济亚克的邮政编码为07530，INSEE市镇编码为07158。

## 政治
梅济亚克所属的省级选区为欧布纳第一县。

## 人口

1962-2008年间梅济亚克人口变化图示

梅济亚克于2022年1月1日时的人口数量为99人。